# Rivière Amédée
Pour les articles homonymes, voir Amédée.
La rivière Amédée est un affluent du fleuve Saint-Laurent, traversant la ville de Baie-Comeau, dans la municipalité régionale de comté de Manicouagan sur la Côte-Nord, dans la province de Québec, au Canada.

## Toponymie
La rivière Amédée est nommée ainsi en l'honneur de Amédée Couillard-Després, premier gérant de la scierie construite à l'embouchure de la rivière par Damase et Henri Jalbert en 1898,.

## Géographie

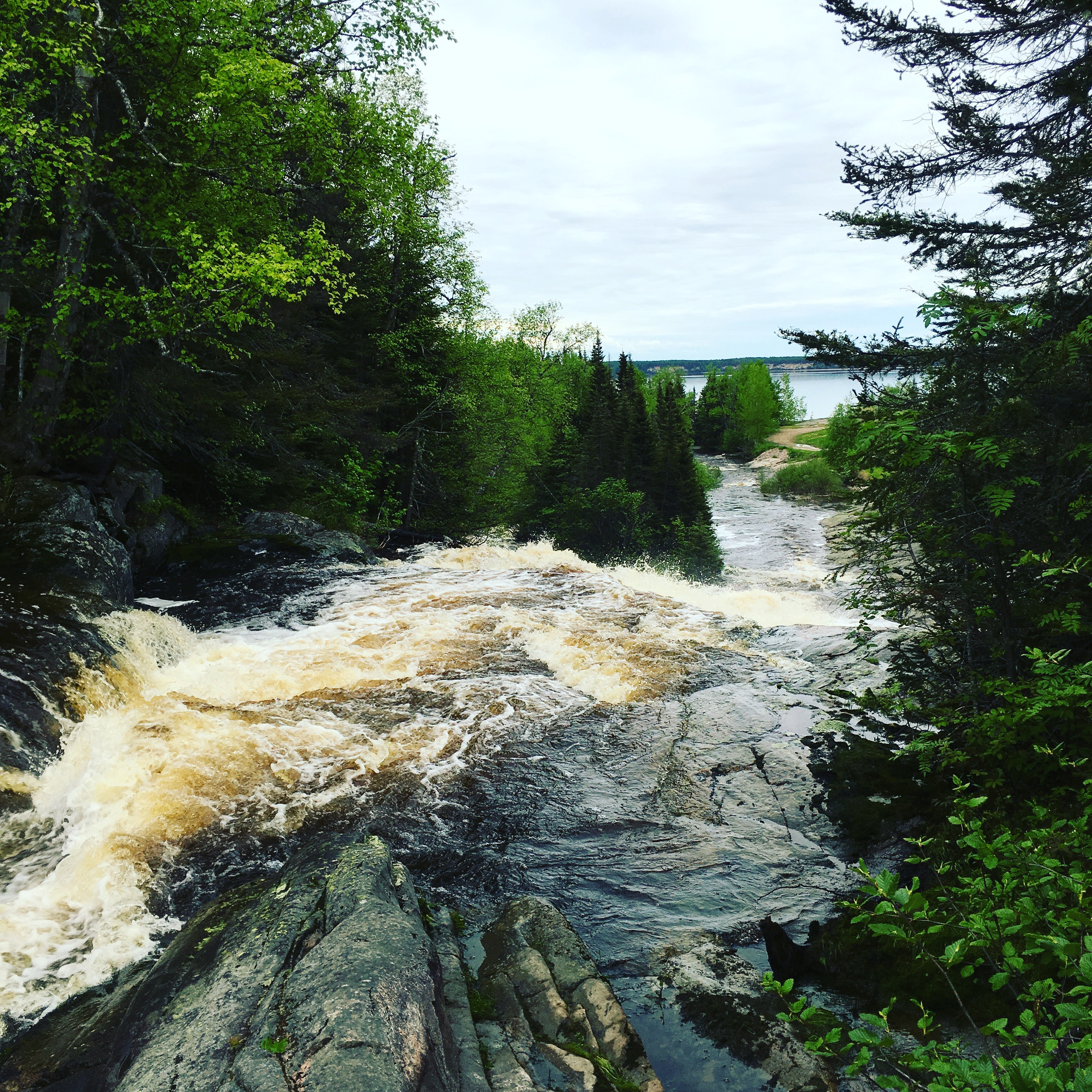
Embouchure de la rivière Amédée

La rivière Amédée fait partie du bassin versant la rivière Manicouagan. Elle est alimentée par le lac Amédée (longueur: 2,6 km; altitude: 81 m) situé à 7,9 km au nord-ouest du centre-ville de Baie-Comeau. Le lac Amédée est alimenté par:
- rive nord-ouest: deux ruisseaux,
- rive nord: la décharge de 5 lacs, la décharge du lac Hibou, la décharge du lac Marcel;
- rive est: la décharge d'un ruisseau, la décharge de deux lacs, la décharge de deux lacs.

La rivière Amédée possède un barrage du type déversoir libre pour réguler le débit d'eau. La rivière se termine par des chutes situées à proximité de l'emplacement nommé Vieux Poste à l'est du secteur Hauterive de la ville de Baie-Comeau avant de se jeter dans le fleuve Saint-Laurent.
La rivière Amédée coule sur 10,1 km avec une dénivellation de 79 m, selon les segments suivants:
- 5,9 km généralement vers le sud-est en formant quelques serpentins, jusqu'au début d'un élargissement de la rivière;
- 2,7 km vers le sud-est formant un élargissement de la rivière, d'abord sur 1,4 km en recueillant le ruisseau Couillard (venant du nord) jusqu'à la route 138; puis sur 1,3 km vers le sud-est en passant en zone commerciale (située du côté ouest de la rivière) et en recueillant Le Petit Bras (venant du nord-est), jusqu'au barrage;
- 1,5 km vers le sud-est en traversant deux zones de rapides et en formant une boucle vers l'est en fin de segment, jusqu’à son embouchure[7].